# Нощно сбиване
Нощно сбиване беше кеч pay-per-view турнир, продуциран всеки юни от WWE, професионална кеч компания в Кънектикът. Събитието се създава през 2005, когато първия турнир се провежда през юни същата година. Първите две шоута се продуцират от Extreme Championship Wrestling; това обаче се променя през 2007 и 2008. След като WWE правят своя собствена версия на ECW през 2006, те се продуцират от WWE. Последния турнир Нощно сбиване е през 2008 преди да бъде заместен от Екстремни правила през 2009. Това събитие е обявено от WWE като директно продължение на хронологията на Нощно сбиване. Обаче, през 2010 е обявено като второто събитие в нова хронология, която вече не е на Нощно сбиване.

## История
Нощно сбиване е pay-per-view (PPV) турнира, включващ главен мач и мачове преди него, които включват мачове за титли или с други условия, най-често хардкор мачове. Събитието е обявено през 2005, след като WWE пускат DVD-то Възхода и падението на ECW, въпреки че Пол Хеймън, Роб Ван Дам, и Томи Дриймър участват в концепцията, одобрена от борда на WWE. За първите две шоута, събитието е известно като събиране, продуцирано от ECW; обаче, след като WWE правят своя версия на ECW (от 2006 до 2010) след разширяването на марките Първична сила и Разбиване, от 2007 турнира е продуциран от WWE и добавен като обикновен ежегоден турнир на WWE.
Всеки турнир Нощно сбиване се провежда в закрита арена, където общо четири събития се провеждат в Съединените щати.

## Дати и места
██ Турнир на ECW
| № | Име                      | Дата   | Град                  | Място                                | Главен мач                                                    |
| - | ------------------------ | ------ | --------------------- | ------------------------------------ | ------------------------------------------------------------- |
| 1 | ECW Нощно сбиване (2005) | 12 юни | Ню Йорк, Ню Йорк      | Hammerstein Ballroom                 | Дъдли Бойс (Бъба Рей и Дивон) срещу Томи Дриймър и Сендмен    |
| 2 | ECW Нощно сбиване (2006) | 11 юни | Ню Йорк, Ню Йорк      | Hammerstein Ballroom                 | Джон Сина срещу Роб Ван Дам в мач с Екстремни правила1        |
| 3 | Нощно сбиване (2007)     | 3 юни  | Джаксънвил, Флорида   | Jacksonville Veterans Memorial Arena | Джон Сина срещу Великият Кали в мач Тушовете важат навсякъде1 |
| 4 | Нощно сбиване (2008)     | 1 юни  | Сан Диего, Калифорния | San Diego Sports Arena               | Острието срещу Гробаря в мач с маси, стълби и столове2        |

Мач за:
1↑Титлата на WWE;
2↑свободната Световна титла в тежка категория